# TextEdit
TextEdit ist ein von Apple mit dem Betriebssystem macOS ausgeliefertes Programm zur Bearbeitung von Texten. Ursprünglich war TextEdit Teil von NeXTStep, für GNUstep existiert ebenfalls eine Version.

## Beschreibung
TextEdit ersetzte bei Mac OS X (heute macOS) das zuvor mit dem klassischen Mac OS ausgelieferte Programm SimpleText, das dazu diente, Begleittexte zu Programmen anzeigen zu können. Im Vergleich zu SimpleText wurde TextEdit ausgebaut, so geht der Funktionsumfang von TextEdit inzwischen deutlich über den von Microsofts WordPad hinaus.
TextEdit bietet Drag and Drop von Text, Bildern und Anhängen, Anzeigen und Bearbeiten von Dokumenten verschiedener Formate.
Wie bereits SimpleText erlaubt TextEdit das Vorlesen von Texten; dazu nutzt es die Sprachausgabe des Betriebssystems. Zudem wird die vom Betriebssystem bereitgestellte Rechtschreibprüfung genutzt.
TextEdit unterstützt die Apple Advanced Typography, die aufwendigere typografische Möglichkeiten wie etwa Ligaturen über die Schriftpalette zugänglich macht.

## Unterstützte Formate
- reine Textdokumente (plain text) in unterschiedlichsten Zeichenkodierungen,
- RTF-Dokumente und RTF-Dokumente mit Anhängen
- DOCX, DOC – Microsoft Word bzw. Office Open XML; Word 2007, Word 2003, Word 97
- ODT – das OpenDocument-Textformat
- HTML 4.01 und XHTML 1.0, jew. Strict und Transitional, mit CSS
- Webarchive, in Safari gespeicherte Webseiten

## Trivia
Das hochauflösende Icon von TextEdit zeigt von Mac OS X Leopard bis OS X Mavericks den Text von Think Different.